# Zeromastax
Zeromastax is een geslacht van rechtvleugeligen uit de familie Eumastacidae. De wetenschappelijke naam van dit geslacht is voor het eerst geldig gepubliceerd in 2007 door Porras.

## Soorten
Het geslacht Zeromastax omvat de volgende soorten:
- Zeromastax aris Porras, 2010
- Zeromastax malavasei Porras, 2010
- Zeromastax selenesii Porras, 2007